# Андерлю
Андерлю (на френски: Anderlues) е селище в Югозападна Белгия, окръг Тюен на провинция Ено. Населението му е около 12 300 души (2018).